# Walter C. Mycroft
Walter Charles Mycroft (* Ende 1890 in London-Camberwell, Vereinigtes Königreich; † 12. Juni 1959 in London) war ein britischer Journalist, Filmkritiker, Drehbuchautor, Filmproduzent und Filmregisseur.

## Leben und Wirken
Über das genaue Geburtsdatum Mycrofts gibt es seit Jahrzehnten Unklarheit. Er selbst gab mal 1891, mal den 28. August 1893 an. Belegt ist in den Geburtsunterlagen das vierte Quartal 1890, also die Monate Oktober bis Dezember. Mycrofts Vater war der Journalist Walter Thomas Mycroft (1865–1948) und dessen Frau Agnes Rosalind Mycroft. Aufgrund eines buckligen Rückens beschränkte sich Walter C. Mycrofts Körpergröße auf 1,62 Meter. Er schlug den Berufsweg des Vaters ein und wurde zunächst Journalist beim Globe, ehe er als Filmkritiker zum Evening Standard wechselte. Im Laufe der frühen 1920er Jahre protegierte er die Idee einer Gesellschaft des Films, die sich zur Aufgabe machen sollte, kommerziell nicht verfügbare Kunstfilme der englischen Öffentlichkeit zugänglich zu machen. Daraus entstand, in Zusammenarbeit mit britischen Filmschaffenden wie Ivor Novello und Sidney Bernstein, 1925 die London Film Society.
1927 verließ Mycroft nach fünf Jahren den Evening Standard und schloss sich der Produktionsfirma British International Pictures (BIP) an, für die er zunächst Drehbücher überarbeitete und als literarischer Berater diente. 1933 stieg Walter Mycroft zum künstlerischen Leiter von BIPs Elstree Studios auf. Zu dieser Zeit hatte er längst begonnen, eigene Drehbücher zu verfassen und Filme zu produzieren. In der Wendezeit vom Stumm- zum Tonfilm arbeitete Mycroft auch kurzzeitig mit dem jungen Alfred Hitchcock zusammen: So lieferte er 1928 die literarische und die Storyvorlage zu dessen Champagne und beteiligte sich 1930 am Drehbuch zu dem Episodenfilm Elstree Calling und dem Krimi Mord – Sir John greift ein!. Im ersten Tonfilmjahrzehnt, den 1930er Jahren, war Mycroft einer der aktivsten Filmschaffenden seines Landes. Allein 1934 war er an der Herstellung von über zwei Dutzend Filmen beteiligt. Mitte der 1930er Jahre stellte er auch mehrere Musikromanzen mit einstigen Stars des deutschen Gesangskinos her, darunter Filme mit Richard Tauber (Dein ist mein Herz und Wien, Wien, nur du allein), Joseph Schmidt (A Star Fell From Heaven) und Lilian Harvey (Invitation to the Waltz).
1937 stieg Walter Mycroft zum Produktionschef der kurz zuvor umgewandelten BIP, die nunmehr Associated British Picture Corporation hieß auf. Kurz nachdem sein großer Förderer, BIP-Chef John Maxwell, gestorben war, begann Mycrofts rascher Niedergang. Zum Jahresende 1941 wurde Mycroft, der in diesem Jahr auch als Filmregisseur debütiert hatte, von den neuen Chefs gefeuert und war nun bis zu seinem Tode kaum mehr als Filmproduzent tätig. Zum Zeitpunkt seines Todes im Londoner New End Hospital im Juni 1959 hatte Walter Mycroft zwar seine Memoiren bereits geschrieben, aber nicht veröffentlicht. Dies geschah erst stark verspätet, im Jahre 2006. Seine Erinnerungen wurden unter dem Titel The Time of My Life herausgebracht. Walter Mycroft hatte fünf jüngere Geschwister: vier Schwestern und als ältesten einen Bruder.

## Filmografie
als Produzent
- 1929: Die Nacht nach dem Verrat (The Informer)
- 1931: Poor Old Bill
- 1932: Men Like These
- 1932: Sleepless Nights
- 1932: For the Love of Mike
- 1933: Red Wagon
- 1933: A Southern Maid
- 1934: Give Her a Ring
- 1934: The Warren Case
- 1934: My Old Duchess
- 1934: The Luck of a Sailor
- 1934: Dein ist mein Herz (Blossom Time)
- 1935: The Student's Romance
- 1935: Drake of England
- 1935: Wien, Wien, nur du allein (Heart's Desire)
- 1935: Mimi – Der Roman einer großen Liebe (Mimi)
- 1935: Dance Band
- 1935: Invitation to the Waltz
- 1936: A Star Fell from Heaven
- 1936: Sensation
- 1936: The Tenth Man
- 1936: Living Dangerously
- 1937: Spring Handicap
- 1937: Please Teacher
- 1937: Glamorous Night
- 1937: The Dominant Sex
- 1938: Premiere
- 1938: Star of the Circus
- 1938: Queer Cargo
- 1938: Oh Boy!
- 1938: Marigold
- 1939: Murder in Soho
- 1939: Hell’s Cargo
- 1939: Lucky to Me
- 1939: Yes, Madam?
- 1939: The Outsider
- 1940: The House of the Arrow
- 1940: The Middle Watch
- 1940: The Flying Squad
- 1941: The Farmer‘s Wife
- 1941: Spring Meeting
- 1941: Banana Ridge
- 1947: Comin' Thro the Rye
- 1952: The Woman's Angle

als Drehbuchautor
- 1928: Dulderin Weib (Tesha)
- 1930: Elstree Calling
- 1930: Mord – Sir John greift ein! (Murder!)
- 1930: The Man from Chicago
- 1931: Dreyfus
- 1931: Keepers of Youth
- 1931: Let's Love and Laugh
- 1932: Money for Nothing
- 1932: Carmen
- 1941: Spring Meeting
- 1941: Banana Ridge
- 1947: The Phantom Shot

als Regisseur (komplett)
- 1941: My Wife's Family
- 1941: Spring Meeting
- 1941: Banana Ridge
- 1947: Comin' Thro the Rye (auch Filmrolle)